# Ernst Bregant

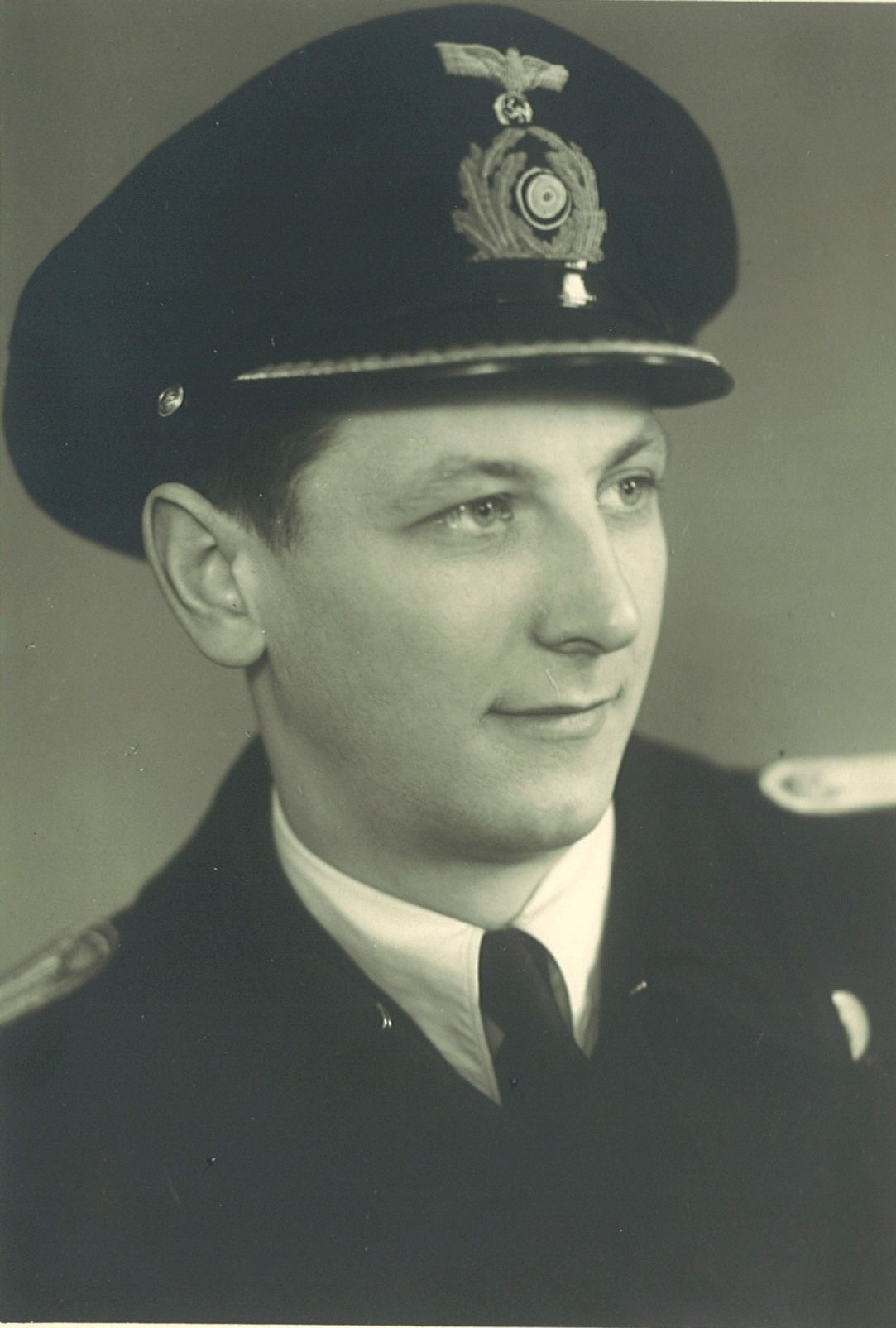
Leutnant zur See Ernst Bregant, 1. August 1942

Ernst Bregant (* 22. August 1920 in Somogyszil, Ungarn; † 27. März 2016) war ein Oberleutnant zur See, Kommandant eines Ausbildungs-U-Bootes in der Deutschen Kriegsmarine sowie einer der letzten überlebenden österreichischen Marineoffiziere des U-Boot-Krieges.

## Leben
Bregant war ein Sohn des Generalmajors Camillo Bregant des österreichischen Bundesheeres der Ersten Republik und dessen Frau Katalin Bregant geb. Kathalin Edle von Fautz. In Graz in einer k.u.k. Militärfamilie aufgewachsen, war es für seinen Bruder Alfred (* 1918) und ihn selbstverständlich, die Militärlaufbahn einzuschlagen. Der Bruder wurde 1937 beim Bundesheer zum Piloten ausgebildet. Ernst  Bregant wurde nach seiner Kriegsmatura am 1. Dezember 1939 als Offiziersanwärter zur Deutschen Kriegsmarine einberufen.

### Kriegseinsatz
Seine Grundausbildung erfolgte in Stralsund im Winter 1939/40. Im Jänner 1940 kam er als Seekadett auf die Marinekriegsschule nach Flensburg-Mürwik. Es folgte die Ausbildung auf den Segelschulschiffen Gorch Fock und Albert Leo Schlageter vom 1. März bis 6. Juni 1940. Von 7. Juni bis 11. Dezember 1940 diente er als Fähnrich zur Schulung auf dem Leichten Kreuzer Emden. Am 29. August 1940 verlor sein Bruder, Leutnant Alfred Bregant, samt seiner Flugbesatzung bei einem Nachtjagdflug über den Niederlanden bei dem Absturz mit seiner Ju 88 sein Leben; seine Beerdigung erfolgte auf dem Soldatenfriedhof in Köln-Süd.
Nach seiner Ausbildung war Ernst Bregant kurz auf dem Schlachtschiff Gneisenau. Von 10. Juli 1941 bis 2. September 1942 war er wieder auf der Emden, mit der er auf der Ostsee Matrosennachwuchs ausbildete. Nach seiner Beförderung zum Leutnant zur See und erfolgreich absolvierter Weiterbildung in Mürwik diente er vom 3. September 1942 bis zum 23. Oktober 1943 als dritter Funktechnikoffizier (3. FTO) auf dem Schweren Kreuzer Lützow in Nordnorwegen, wo die Lützow im Altafjord lag. Am 31. Dezember 1942 kam es in der Schlacht in der Barentssee zu schweren Gefechten mit britischen Geleitstreitkräften des Nordmeergeleitzuges JW 51B.

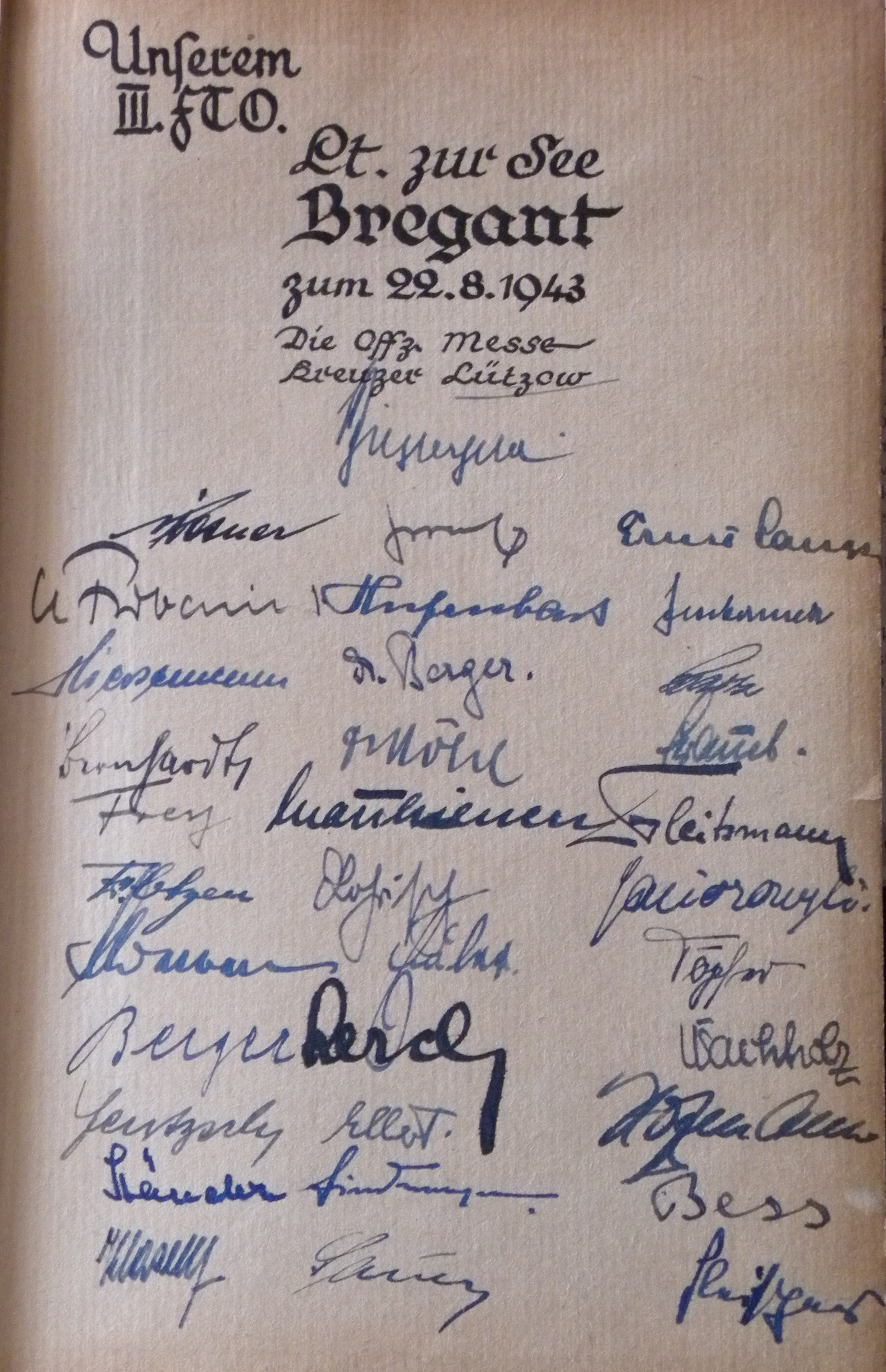
Verabschiedung von der Lützow

Oberleutnant zur See Ernst Bregant als 3. FMO auf der Lützow 1943

Offizierskorps der Lützow

Im September 1943 wurde er zum Oberleutnant zur See befördert. Während eines Urlaubes in Graz erreichte ihn ein Telegramm, dass er anschließend seinen Dienst bei der 2. U-Lehrdivision bzw. der der Division unterstellten 22. U-Flottille in Gotenhafen anzutreten habe. Von 24. Oktober 1943 bis 23. Mai 1944 absolvierte er seine U-Boot-Wachoffiziersausbildung auf U 58 (Typ II C) und U 239 (Typ VII C), danach seine Kommandantenausbildung auf U 148 (Typ II D).
Von 15. Dezember 1944 bis 12. März 1945 absolvierte er seine Fliegerabwehrausbildung an der Flak-Schule VII in Swinemünde. Mitte März erhielt er den Befehl, als Kommandant des Fährprahms F 208 (mit 2-U-Bootstürmen und mehreren 3,7cm Flak-Geschützen ausgestattet) nach Wilhelmshaven zu verlegen, um dort als Leiter der U-Bootsausbildungsabteilung die Fliegerabwehr der U-Boote zu üben. Dann erfolgte das Kriegsende und er kam in britische Kriegsgefangenschaft, wobei er mit seiner Mannschaft auf dem Fährprahm F 208 und im Offizierslager Husum verbleiben konnte. Die Optionen waren Minenräumen in der Ostsee oder der Versuch, in die Heimatstadt Graz zurückzukehren, da die Briten die Besetzung von Graz von den Russen übernommen hatten. Im September 1945 gelang ihm nach der Entlassung aus der Gefangenschaft die Heimreise nach Graz.

### Karriere nach dem Krieg
Ernst Friedrich Bregant wurde Student der Karl-Franzens-Universität Graz, Fachrichtung Rechts- und Staatswissenschaften. Nach der Promotion 1948/49 machte er sein Rechtspraktikum beim Oberlandesgericht Graz und heiratete am 5. Mai 1951 Ingigerd, geborene Dumler. Nach einem kurzen Intermezzo als Privatsekretär von Karl Kahane, einem österreichischen Unternehmer und Freund Bruno Kreiskys, war er von 1950 bis 1958 bei der Steirischen Magnesit-Industrie AG in Leoben beschäftigt. Von 1958 bis 1968 war er für das Personal- und Finanzwesen, Schadenswesen und die Rechtsgeschäfte der Lavanttaler Kohlenbergbau GmbH in St. Stefan im Lavanttal verantwortlich. In derselben Funktion war er anschließend an der Bergdirektion Fohnsdorf sowie bis zu seiner Pensionierung 1980 in der Hauptverwaltung der Österreichischen Alpine Montangesellschaft in Leoben bzw. nach der Fusion bei der VOEST-Alpine AG tätig. Von 1970 bis 1975 war er Aufsichtsrat der Raiffeisenbank Pölstal.

### Sport
In der Vorkriegszeit wurde er steirischer Meister im Tischtennis. Als Tennisspieler und Nummer 1 des ASV Graz machte er sich einen Namen, errang Erfolge bei den ersten Nachkriegsturnieren in Velden am Wörthersee und Pörtschach (unter anderem gegen Jaroslav Drobný, den einarmigen Alfred Huber und Hans Redl). Er spielte noch mit 48 Jahren erfolgreich in der Kärntner Landesliga auch gegen einen jungen Hans Kary und legte den Tennisschläger erst mit 80 Jahren endgültig aus der Hand.
1962 war er Gründungsmitglied der Marinekameradschaft Tegetthoff in Graz, deren Ehrenmitglied er zuletzt war und richtete nach seiner Pensionierung sein Augenmerk auf ausgedehnte Segeltörns, vor allem im Mittelmeer aber auch bis zu den Kap Verden. In der Marinekameradschaft Tegetthoff sowie im Rotary Club Oberes Murtal war er bis zuletzt noch immer sehr aktiv.

## Auszeichnung

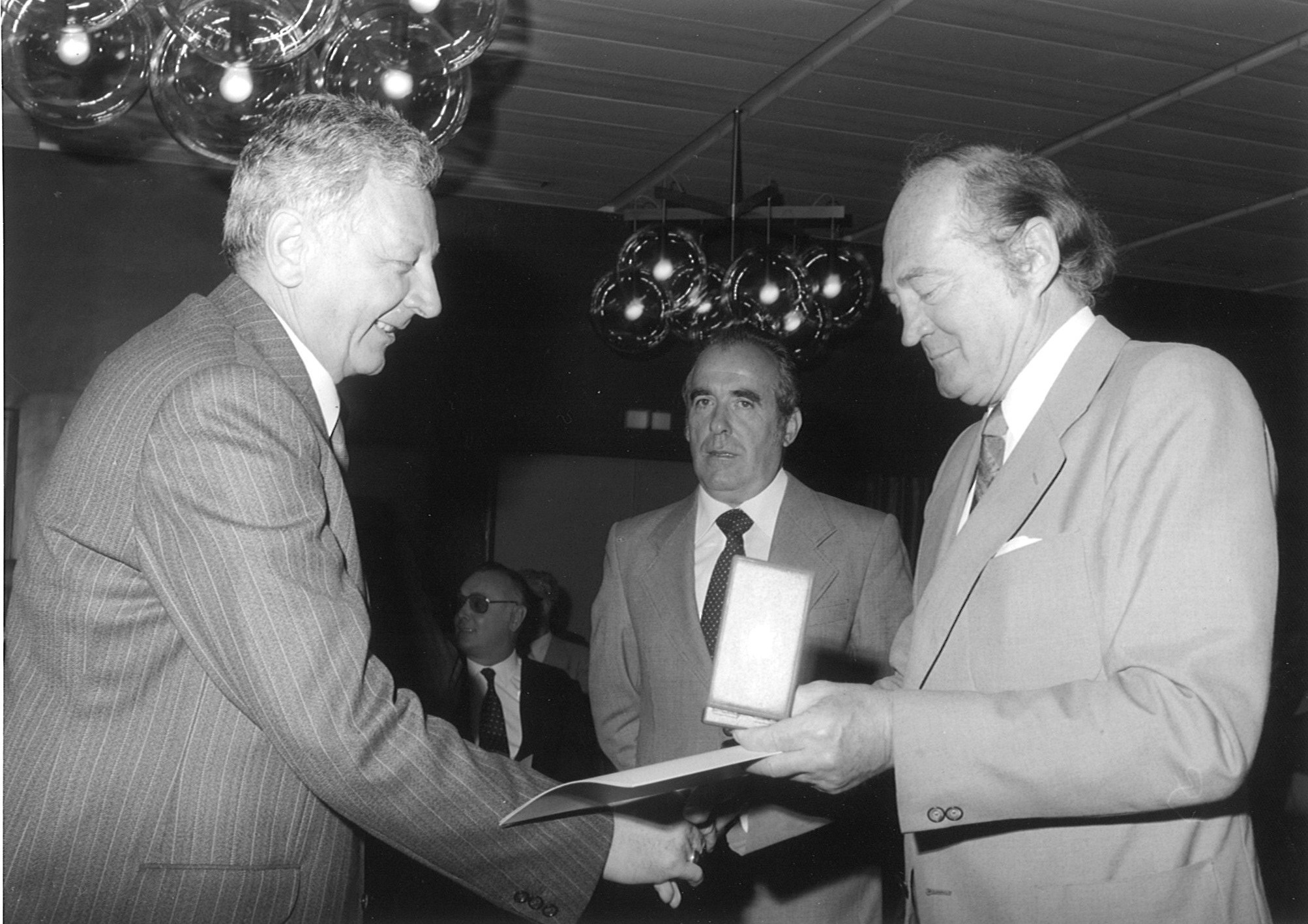
Überreichung des Silbernen Ehrenzeichens der Republik Österreich an Ernst Bregant (links) am 28. April 1978

Ernst Bregant erhielt 1978 das Silberne Ehrenzeichen für Verdienste um die Republik Österreich sowie 2008 die Tegetthoff-Medaille verliehen.